# العرضي (فرسان)
العرضي (فرسان)، هي إحدى المواقع الأثرية بجزيرة فرسان التابعة لمنطقة جازان جنوب غرب السعودية، وتقع إلى الجنوب منها. وهي عبارة عن مبان دائرية أو مستطيلة الشكل مبنية على شكل حلقة دائرية، وتعتبر هذه الثكنات العسكرية هي إحدى الدلائل على وجود العثمانيين بالجزيرة إبان العهد العثماني. وقد تحولت هذه الثكنات العسكرية وبالاً على العثمانيين أنفسهم خلال الانتتفاضة التي انتفضها العرب على الحكم التركي حيث قاوم الفرنسانيون الحكم، وحدثت معركة بينهم وبين الجنود العثمانيون، وأسفرت عن مقتل خمسة وعشرين جندياً من الجيش العثماني مقابل فرساني واحد لأن الجنود العثمانيون يقاتلون في العراء لقدومهم من سفنهم الراسية في ميناء جنابه.

## وصلات خارجية
- ” جزيرة فرسان ” وحضارتها عبر التاريخ
- فرسان .. سياحة وأثار ومستقبل واعد للمستثمرين